# 黃梡
黃梡（越南语：／，1869年—？年），本名黃有梡，越南阮朝官員。

## 生平
黃梡是廣治省肇豐府順昌縣碧羅總碧溪社（今屬廣治省肇豐縣肇隆社碧溪村）人，協辦大學士黃有秤之子，黃柄之弟，嗣德二十二年（1869年）出生。成泰六年（1894年），黃梡參加承天場鄉試，考中舉人。次年（1895年），黃梡會試中格，庭試考中副榜。後任侍郎，充辦閣務。